# Ганс-Йоахім Швебке
Ганс-Йоахім Швебке (нім. Hans-Joachim Schwebcke; 22 березня 1918, Любек — 14 березня 1945, Ферт-оф-Форт) — німецький офіцер-підводник, капітан-лейтенант крігсмаріне.

## Біографія
3 квітня 1937 року вступив на флот. після проходження навчання служив на важкому крейсері «Адмірал граф Шпее». Після потоплення крейсера 17 грудня 1939 року був інтернований уругвайською владою. В травні 1941 року повернувся в Німеччину і був призначений офіцером групи Військово-морського училища Мюрвіка. З липня 1941 року — прапор-лейтенант при командувачі швидкісними катерами. В січні-червні 1942 року пройшов курс підводника. З червня 1942 року — вахтовий офіцер в 6-й флотилії. З листопада 1942 по січень 1943 року пройшов курс командира човна. З 10 листопада 1943 року — командир підводного човна U-714, на якому здійснив 6 походів (разом 176 днів у морі). 14 березня 1945 року U-714 був потоплений в затоці Ферт-оф-Форт (55°57′ пн. ш. 01°57′ зх. д.) глибинними бомбами південноафриканського фрегата «Наталь» і британського есмінця «Віверн». Всі 50 членів екіпажу загинули.
Всього за час бойових дій потопив 2 кораблі загальною водотоннажністю 1651 тонну.
| Дата            | Назва корабля             | Тип               | Тоннаж | Вантаж                                                                         | Екіпаж | Загинули | Країна   | Конвой  |
| --------------- | ------------------------- | ----------------- | ------ | ------------------------------------------------------------------------------ | ------ | -------- | -------- | ------- |
| 10 березня 1945 | HNoMS Nordhav II (FY1906) | Траулер           | 425    |                                                                                | 23     | 6        | Норвегія | FS-1753 |
| 14 березня 1945 | Magne                     | Торговий пароплав | 1,226  | Генеральні вантажі, в тому числі 670 тонн насіннєвої картоплі, коноплі і цинку | 21     | 10       | Швеція   | FS-1756 |

## Ranks
- Кандидат в офіцери (3 квітня 1937)
- Морський кадет (21 вересня 1937)
- Фенріх-цур-зее (1 травня 1938)
- Оберфенріх-цур-зее (1 липня 1939)
- Лейтенант-цур-зее (1 серпня 1939)
- Оберлейтенант-цур-зее (1 вересня 1941)
- Капітан-лейтенант (1 червня 1944)